# Свободное государство Пруссия
Свободное государство Пру́ссия (нем. Freistaat Preußen; с 1933 года — Земля Пруссия, нем. Land Preussen) — земля Германии, существовавшая в веймарский и нацистский периоды. Крупнейший регион страны в межвоенный период, включавший в свой состав 5/8 территории и населения. Термин «свободное государство» в данном случае является синонимом и заменой романоязычного слова «республика», которое после Первой мировой войны вызывало негативные ассоциации с Францией.

## История
14 ноября 1918 года был создан Совет народных уполномоченных (Rat der Volksbeauftragten). 26 января 1919 года прошли выборы в Учредительное земельное собрание (Verfassunggebende Preußische Landesversammlung), собравшееся 13 марта. 20 марта оно приняло «Закон о временном порядке государственной власти в Пруссии» (Gesetz zur vorläufigen Ordnung der Staatsgewalt in Preußen), согласно которому законодательным органом оставалось Учредительное земельное собрание, исполнительным — Государственное правительство (Staatsregierung). 30 ноября 1920 года Учредительное земельное собрание приняло Конституцию Свободного государства Пруссия (Verfassung des Freistaats Preußen). 20 февраля 1921 года прошли выборы в ландтаг, 21 апреля было сформировано статс-министерство.
На основании Версальского мирного договора Клайпедский край был передан Литве, Эйпен и Мальмеди — Бельгии, Глучин и близлежащие территории — Чехословакии, часть земель на берегу Балтийского моря — Польше, Данциг стал Вольным городом, Саарланд — на 15 лет под управление Лиги Наций, на основании Силезского плебисцита восточная часть Верхней Силезии перешла Польше, на основании шлезвигского плебисцита северная часть Шлезвига — Дании.
Тем не менее Пруссия оставалась крупнейшей из земель Германии. На её территории проживали почти 2/3 населения, здесь была широко развита промышленность.
20 июля 1932 года законное государственное правительство Свободного государства Пруссия под руководством министра-президента Отто Брауна, не имевшее парламентского большинства, на основании чрезвычайного указа рейхспрезидента Пауля фон Гинденбурга было заменено рейхсканцлером Францем фон Папеном в качестве рейхскомиссара, это означало государственный переворот. Вторым указом того же дня министр обороны рейха Курт фон Шлейхер получил исполнительную власть в Свободном государстве Пруссия и ограничил там основные права.
Вскоре после установления однопартийной системы летом 1933 года, ландтаг Пруссии был упразднён, а министром-президентом земли стал Герман Геринг. 25 февраля 1947 года союзным Контрольным советом в Германии был принят закон «О ликвидации Прусского государства» и 1 марта 1947 года Контрольным советом официально заявлено о том, что оно больше не существует.

## Административно-территориальное деление

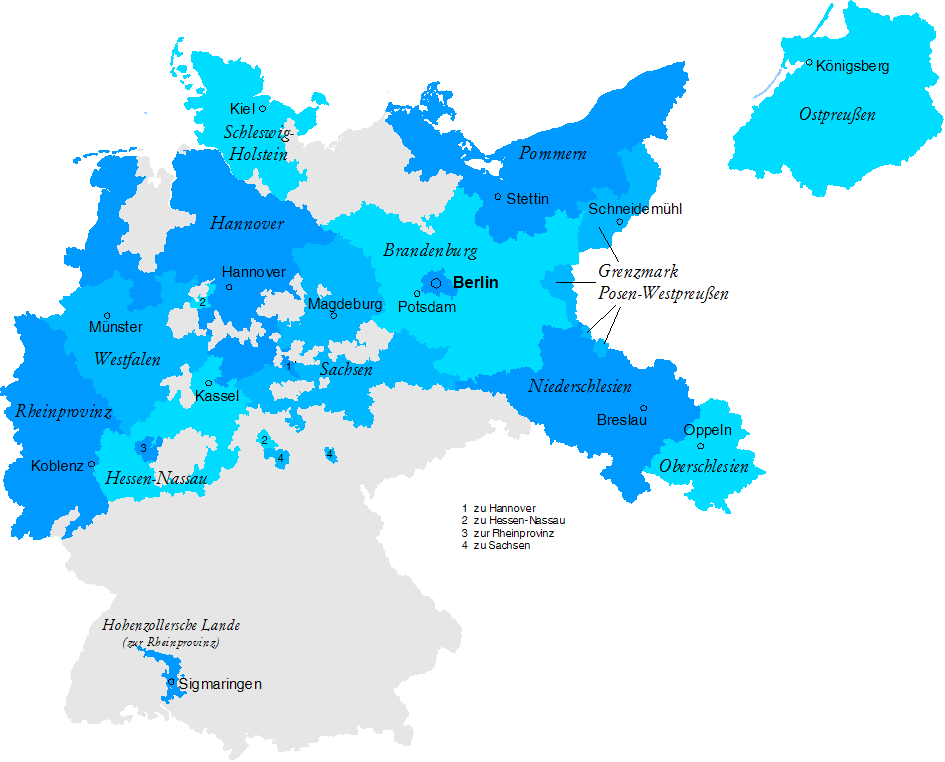
Провинции Пруссии в 1925 году

Свободное государство Пруссия подразделялось на 12 провинций, каждой из которых как правило соответствовал один провинциальный союз (Provinzialverband):
- Бранденбург (Столица — Берлин)
- Берлин (имел общего обер-президента с Бранденбургом[2], но не входил провинциальный союз Бранденбурга, жители Берлина соответственно не участвовали в выборах ландтага провинции Бранденбург)
- Восточная Пруссия (Столица — Кёнигсберг)
- Ганновер (Столица — Ганновер)
- Гессен-Нассау (Столица — Кассель)
- Нижняя Силезия (Столица — Бреслау)
- Померания (Столица — Штеттин)
- Позен-Западная Пруссия (Столица — Шнайдемюль)
- Рейнская провинция (Столица — Кобленц)
- Саксония (Столица — Магдебург)
- Шлезвиг-Гольштейн (Столица — Киль)
- Верхняя Силезия (Столица — Оппельн)
- Вестфалия (Столица — Мюнстер)

Провинции делились на районы (Kreis, в Берлине Verwaltungsbezirk) и города окружного подчинения (Stadtkreis), которые группировались в округа (Regierungsbezirk), районы делились на общины (Gemeinde) и города (Stadtgemeinde), города окружного подчинения на городские районы (Ortsbezirk), общины группировались в амты (Amtsbezirk).
Провинции
Прусское правительство в провинции было представлено провинциальным советом (Provinzialrat), состоявшим из обер-президента (Oberpräsident), назначавшегося министром-президентом, и членов, избиравшихся ландтагом провинции. Представительный орган местного самоуправления провинциального союза — избиравшийся населением по пропорциональной системе ландтаг провинции (Provinziallandtag), состоявший из депутатов ландтагом провинции (Provinziallandtagsabgeordneter), который избирал из своего состава президента ландтага провинции (Provinziallandtagspräsident) и вице-президентов ландтага (Provinziallandtagsvizepräsident). Исполнительный орган местного самоуправления провинциального союза — избиравшийся ландтагом провинции провинциальный комитет (Provinzialausschuss), состоявший из председателя, ландесгауптмана и членов.
Районы
Местный орган государственной власти округа — окружной комитет (Bezirksausschuss), состоявший из регирунгс-президента (Regierungspräsident), назначавшегося премьер-министром, и членов, избиравшихся ландтагом провинции. Представительный органы района — избиравшийся населением по пропорциональной системе крейстаг (Kreistag), состоявший из депутатов крейстага (Kreistagsabgeordneter). Исполнительный орган и местный орган государственной власти района — районный комитет (Kreisausschuss), состоявший из ландрата (Landrat), назначавшегося премьер-министром, являвшегося также председателем крейстага, и членов, избиравшихся крейстагом.
Общины
Местный орган государственной власти на территории амта — комитет амта (Amtsausschuss), состоявший из старосты амты (Amtsvorsteher), назначавшийся обер-президентом, и членов, избиравшихся общинными представительствами или общинными советами. Представительный орган общины — избиравшееся населением по пропорциональной системе общинное представительство (Gemeindevertretung), состоявшее из общинных представителей (Gemeindevertreter), которое избирало из своего состава председателя общинного представительства (Vorsitzender der Gemeindevertretung) и заместителей председателя общинного представительства (stellvertretender Vorsitzender der Gemeindevertretung). В малых общинах — общинные собрания (Gemeindeversammlung) состоявшие из всех жителей общины, избиравшие общинного старосту в качестве своего председателя. Исполнительные органы общины — избиравшееся общинным представительством или общинным собранием общинное правление (Gemeindevorstand), состоявшее из старосты (Gemeindevorsteher) и шеффенов (Schöffen).
Города
Местный орган государственной власти на территории города — городской комитет (Stadtausschuss), состоявший из бургомистра и членов, избирался городским собранием уполномоченных. Представительный орган города — избиравшееся населением по пропорциональной системе городское собрание уполномоченных (Stadtverordnetenversammlung), состояло из городских уполномоченных (Stadtverordneter), которое избирало из своего состава старосту городских уполномоченных (Stadtverordnetenvorsteher) и заместителей старосты городских уполномоченных (stellvertretender Stadtverordnetenvorsteher). Исполнительный орган Берлина, городской общины или городского района — избиравшийся городским собранием уполномоченных магистрат, состоявший из обер-бургомистра (Oberbürgermeister) (в городах окружного подчинения) или бургомистра (Bürgermeister) (в городе, в городском районе он играл роль заместителя бургомистра) и городских советников (Stadtrat).
Городские районы
Во главе городского района стоял староста района (Bezirksvorsteher), назначавшийся магистратом из числа городских уполномоченных.
Городские районы Берлина
Представительный орган городского района Берлина — избиравшееся населением по пропорциональной системе собрание уполномоченных (Bezirksverordnetenversammlung), состоявшее из районных уполномоченных (Bezirksverordneter), которое избирало из своего состава старосту районных уполномоченных (Bezirksverordnetenvorsteher) и заместителей старосты районных уполномоченных (stellvertretender Bezirksverordnetenvorsteher). Исполнительный орган округа Берлина — избиравшаяся собранием уполномоченных районная управа (Bezirksamt), состоявшая из бургомистра района (Bezirksbürgermeister) и городских окружных советников (Bezirksstadtrat).

## Правовая система
Суды второй инстанции — оберландесгерихта (Oberlandesgericht):
- Оберландесгерихт Кёнигсберга (Oberlandesgericht Königsberg) (Восточная Пруссия)
- Оберландесгерихт Бреслау (Oberlandesgericht Breslau) (Нижняя Силезия и Верхняя Силезия)
- Оберландесгерихт Штеттин (Oberlandesgericht Stettin) (Провинция Померания)
- Камергерихт (Kammergericht) (Бранденбург и Большой Берлин)
- Оберландесгерихт Наумбурга (Oberlandesgericht Naumburg) (Саксония)
- Оберландесгерихт Киля (Oberlandesgericht Kiel) (Шлезвиг-Гольштейн)
- Оберландесгерихт Целле (Oberlandesgericht Celle)(Ганновер)
- Оберландесгерихт Хамм (Oberlandesgericht Hamm) (Вестфалия)
- Оберландесгерихт Кёльна (Oberlandesgericht Köln) (Рейнская провинция)
- Оберландесгерихт Франкфурта-на-Майне (Oberlandesgericht Frankfurt am Main) (Гессен-Нассау)

Суды первой инстанции — ландгерихты (Landgericht), низшее звено судебной системы — амтсгерихты (Amtsgericht), каждый из которых имел в своём составе шёффенгерихт (Schöffengericht), суд апелляционной инстанции административной юстиции — Прусский Обервервальтунгсгерихт (Preußisches Oberverwaltungsgericht), суды первой инстанции административной юстиции — бецирксфервальтунгсгерихты (Bezirksverwaltungsgericht), низшее звено судебной системы административной юстиции — районные административные суды (Kreisverwaltungsgericht), которыми являлись районные комитеты, суды ювенальной юстиции - югендгерихты (Jugendgericht), при ландгерихтах и амтсгерихтах (наряду с административными ювенальными органами — районными и городскими югендамтами, по одному на один район или город окружного подчинения), при каждом из которых в свою очередь действовали собственные шёффенгерихты.

## Государственный строй
Законодательные органы — Государственный Совет (Preußischer Staatsrat), избирался ландтагами провинций, и Ландтаг (Preußischer Landtag), избирался народом по пропорциональной системе, по нескольким многомандатным округам (соответствовали примерно избирательным округам по выборам в Рейхстаг располагавшиеся на территории Пруссии) по открытым спискам по автоматическому методу сроком на 4 года, постоянно действующий орган — Постоянный комитет по защите прав народного представительства по отношению к государственному министерству (ständige Ausschuß zur Wahrung der Rechte der Volksvertretung gegenüber dem Staatsministerium), избирался ландтагом, исполнительный орган — Статс-министерство (нем. Preußisches Staatsministerium), состоящий из министра-президента (нем. Ministerpräsident) и министров (нем. Staatsminister), назначалось ландтагом и несло перед ним ответственность.

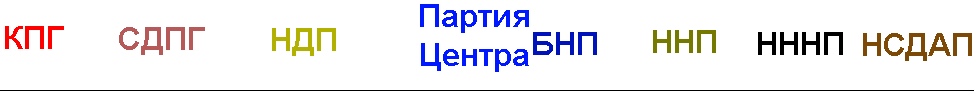
Политические партии Веймарской республики в Пруссии от левых до правых

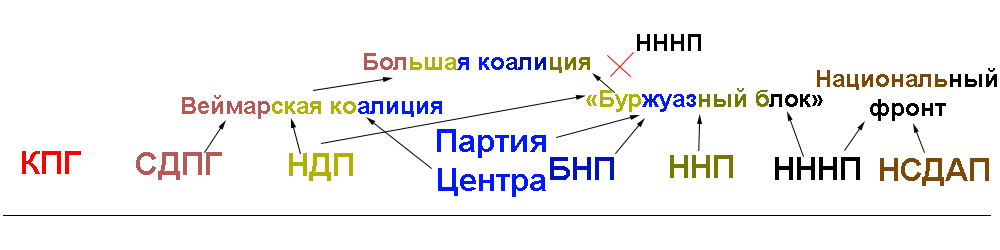
Основные политические коалиции в годы Веймарской республики. НННП не участвовала в Большой коалиции

Наиболее влиятельные политические партии:
- Социал-демократическая партия Германии (СДПГ). Левее НДП, правее КПГ. Поддерживала Конституцию 1919 года. Являлась наиболее влиятельной партией, но наибольшим влиянием обладала в провинциях Ганновер, Шлезвиг-Гольштейн, Гессен-Нассау, Саксония, западной части провинции Бранденбург и городах остальных провинций. Часто вступала в коалиции с НДП, ННП и Партией Центра. В каждом из избирательных округов по выбору в Рейхстаг располагавшихся в земле имела свой округ (bezirk), в каждом из районов и городов окружного подчинения - подокруга (unterbezirk), в каждом из избирательных участков - местная ассоциация (ortsverein). Имела совместную с другими партиями поддерживавшими Конституцию 1919 года общую боевую организацию - «Рейхсбаннер».
- Немецкая народная партия (ННП). Левее НННП и Ландбунда, правее НДП. Поддерживала Конституцию 1919 года. Являлась второй по влиянию в сельской местности и третьей по влиянию в городах провинций Ганновер, Шлезвиг-Гольштейн, Гессен-Нассау, Саксония и западной части провинции Бранденбург.
- Немецкая национальная народная партия (НННП). Правее ННП. Выступала против Конституции 1919 года и поддерживала установление сильной президентской власти и являлась идеологом ряда попыток её установления (пыталась поднять мятеж). Была наиболее влиятельной в сельской местной провинций Восточная Пруссия, Нижняя Силезия, Померания, Позен-Западная Пруссия и восточной части провинции Бранденбург. Могла вступать в коалиции с ННП, НДП и Партией Центра.
- Партия Центра. Правее НДП, левее НННП. Поддерживала Конституцию 1919 года. Являлась наиболее влиятельной в сельской местности провинций Вестфалия и Рейнская провинция.
- Коммунистическая партия Германии (КПГ). Левее СДПГ. Выступала против Конституции 1919 года, поддерживала установление власти рабочих и крестьянских советов и являлась идеологом ряда попыток её установления (Рурское восстание), но при этом продолжала оставаться терпимой в отличие от коммунистических партий некоторых стран Европы. Являлась второй по влиянию во всех городах. Имела боевую организацию - «Ротфронт», в которую также входили отдельные члены СДПГ.
- Национал-социалистическая немецкая рабочая партия (НСДАП). Ультраправая экстремистская партия. В 1933 году установила однопартийную систему. В 1929 году вытеснила на третье место НННП в сельской местности провинций Восточная Пруссия, Нижняя Силезия, Померания и восточной части провинции Бранденбург, а на выборах в ландтаг Пруссии в 1932 году она вышла на первое место, оттеснив на второе место даже СДПГ в городах этих провинций и в других провинциях.

### Премьер-министры
| # | Имя                                                                           | Начало срока    | Завершение срока                                                                            | Партия        |
| - | ----------------------------------------------------------------------------- | --------------- | ------------------------------------------------------------------------------------------- | ------------- |
| 1 | Фридрих Эберт                                                                 | 9 ноября 1918   | 11 ноября 1918                                                                              | СДПГ          |
| 2 | Пауль Хирш                                                                    | 11 ноября 1918  | 27 марта 1920                                                                               | СДПГ          |
| 3 | Отто Браун                                                                    | 27 марта 1920   | 21 апреля 1921                                                                              | СДПГ          |
| 4 | Адам Штегервальд                                                              | 21 апреля 1921  | 5 ноября 1921                                                                               | Партия Центра |
| - | Отто Браун (2-й срок)                                                         | 5 ноября 1921   | 18 февраля 1925                                                                             | СДПГ          |
| 5 | Вильгельм Маркс                                                               | 18 февраля 1925 | 6 апреля 1925                                                                               | Партия Центра |
| - | Отто Браун (3-й срок)                                                         | 6 апреля 1925   | 20 июля 1932 (отстранён в ходе Прусского путча) 30 января 1933 (формально снят с должности) | СДПГ          |
|   | Должность временно приостановлена. Администрация переподчинена рейхскомиссару | 20 июля 1932    | 30 января 1933                                                                              |               |
| 6 | Франц фон Папен                                                               | 30 января 1933  | 10 апреля 1933                                                                              | Беспартийный  |
| 7 | Герман Геринг                                                                 | 10 апреля 1933  | 24 апреля 1945                                                                              | НСДАП         |

## Силовые структуры
- Прусская полиция, подчинялась полицай-президиумам (Polizeipräsidium), полицай-президиумам были подчинены полицай-дирекции (Polizeidirektion), полицай-дирекции на полицай-амты (Polizeiamt), располагала патрулями только в самых крупных городах региона:
  - Полиция безопасности (Sichertheitspolizei) - отряды полиции особого назначения[5], в каждом крупном городе имели как минимум одну сотню, по необходимости объединявшиеся в дивизионы;
  - Криминальная полиция - уголовный розыск, звания: криминаль-ассистент, криминаль-обер-ассистент, криминаль-секретарь, криминаль-обер-секретарь, криминальрат, обер-криминальрат, криминаль-директор;
  - Политическая полиция - служба государственной безопасности;
  - Охранная полиция (Schutzpolizei) - патрульная служба полиции, звания: полицай-ассистент, полицай-секретарь, полицай-обер-секретарь, полицай-инспектор, полицайрат;
  - Транспортная полиция (Transportpolizei) — отвечала за безопасность вокзалов и путей железной дороги;
  - Дорожная полиция (Verkehrspolizei);
  - Водная полиция (Wasserschutzpolizei);
- Ландъегерство (Landegerei), подчинялась Министерству внутренних дел региона, осуществляло патрулирование в сельской местности, где не было ни патрулей охранной полиции ни общинной полиции;
- Общинная полиция (Gemeindeindepolizei), существовала в крупнейших городах региона (которых было около сотни);

Кроме того Пруссия поставляла I и III дивизии, части II и VI дивизий Рейхсвера.

## Религия
Большинство верующих — лютеране. В Рейнланде и Вестфалии (кроме Рура), Вармии, Верхней Силезии, округе Оснабрюкк, Ганновера  — католики.

### Протестантизм
Крупнейшая лютеранская религиозная организация — Евангелическая церковь Старопрусской унии (Evangelische Kirche der altpreußischen Union), являвшаяся публично-правовой корпорацией Пруссии, высший орган — Генеральный синод (Generalsynode), между генеральными синодами — Высший евангелический церковный совет (evangelischer Oberkirchenrat), состоял из Президента Высшего евангелического церковного совета (Präsidenten des Evangelischen Oberkirchenrats) и оберкирхенратов (Oberkirchenrat), состояла из церковных провинций (Kirchenprovinz), церковные провинции из церковных районов (Kirchenkreis), церковные районы из церковных общин (Kirchengemeinde), высшие органы церковных провинций — провинциальные синоды (Provinzialsynode), исполнительные органы — консистории (Konsistorium), каждая из которых состояла из генерал-суперинтендента (Generalsuperintendenten) и консисторских советников (Konsistorialrat), высшие органы церковных районов — районные синоды (Kreissynode), исполнительные органы — правления районных синодов (Kreissynodalvorstand), состоявшие из суперинтендента (Superintendenten) и синодальных старост (Synodalältester), высшие органы церковных общин — общинные собрания (Gemeindeversammlung), исполнительные органы — церковное правление (Kirchenvorstand), состоящие из пастора (Pfarrer) и церковных старост (Kirchenvorsitzender).
Церковные провинции:
- Церковная провинция Восточной Пруссии (Kirchenprovinz Ostpreußen)
- Церковная провинция Позен-Западная Пруссия (Kirchenprovinz Posen-Westpreußen)
- Церковная провинция Померания (Kirchenprovinz Pommern)
- Церковная провинция Силезии (Kirchenprovinz Schlesien)
- Церковная провинция Бранденбург (Kirchenprovinz Brandenburg)
- Церковная провинция Саксония (Kirchenprovinz Sachsen)
- Церковная провинция Вестфалия (Kirchenprovinz Westfalen)
- Церковная провинция Рейнланд (Kirchenprovinz Rheinland)[6]

Часть лютеран принадлежала к церквям не входящим ЕЦСПС и также являвшиеся публично-правовыми корпорациями Пруссии:
- Евангелическо-лютеранская земельная церковь Шлезвиг-Гольштейн (Evangelisch-Lutherische Landeskirche Schleswig-Holstein) (Шлезвиг-Гольштейн)
- Евангелическо-лютеранская земельная церковь Ганновера (Evangelisch-Lutherische Landeskirche Hannovers) (Ганновер)
- Евангелическая земельная церковь Гессен-Касселя (Evangelische Landeskirche in Hessen-Kassel) (Гессен-Нассау)
- Евангелическая земельная церковь Нассау (Evangelische Landeskirche in Nassau) (Гессен-Нассау)

### Кальвинизм
Практически во всех провинциях кроме Шлезвиг-Гольштейна и Ганновера кальвинисты входили в ЕЦСПС, в Ганновере образовывали Евангелическо-реформатскую церковь Провинции Ганновер (Evangelisch-reformierten Kirche der Provinz Hannover).

### Католицизм
Католики были представлены следующими епархиями, являвшиеся публично-правовыми корпорациями Пруссии, и объединёнными в Фульдскую конференцию католических епископов:
- Восточно-немецкая митрополия (Ostdeutsche Kirchenprovinz)
  - Архиепархия Бреслау (Erzbistum Breslau) (Нижняя и Верхняя Силезия)
  - Епархия Вармия (Bistum Ermland) (Восточная Пруссия, кафедра во Фрауэнбурге)
  - Епархия Берлина (Bistum Berlin) (Померания, Большой Берлин и Бранденбург)
  - Территориальная прелатура Шнайдемюля (Prälatur Schneidemühl) (Позен-Западная Пруссия)
- Митрополия Кёльна (Kirchenprovinz Köln)
  - Архиепархия Кёльна (Erzbistum Köln) (Рейнская провинция)
  - Епархия Оснабрюка (Bistum Osnabrück) (Ганновер и Шлезвиг-Гольштейн)
  - Епархия Лимбурга (Bistum Limburg) (Гессен-Нассау)
  - Епархия Аахена (Bistum Aachen) (Рейнская провинция)
  - Епархия Трира (Bistum Trier) (Рейнская провинция)
  - Епархия Мюнстера (Bistum Münster) (Вестфалия)
- Митрополия Падерборна (Kirchenprovinz Paderborn)
  - Епархия Падерборна (Erzbistum Paderborn) (Вестфалия, Саксония)
  - Епархия Хильдесхайма (Bistum Hildesheim) (Ганновер)
  - Епархия Фульды (Bistum Fulda) (Гессен-Нассау)[7]

В Пруссии действовали приходы Старокатолической церкви Германии в Кёнигсберге, Берлине, Кведлинбурге, Галле, Ганновере, Мюнстере, Дортмунде, Дюссельдорфе, Эссене, Крефельде, Кёльне, Бонне, Аахене, Кобленце, Саарбрюккене, Касселе, Висбадене и Фракфурте-на-Майне.

### Иудаизм
Иудеи были представлены Прусским земельным союзом еврейских общин (Preussischer Landesverband juedischer Gemeinden), состоящий из провинциальных союзов:
- Союз еврейских общин Восточной Пруссии
- Союз еврейских общин Померании
- Союз еврейских общин Силезии
- Союз еврейских общин Бранденбурга
- Союз еврейских общин Саксонии
- Союз еврейских общин Шлезвиг-Гольштейна (Verband Jüdischer Gemeinden von Schleswig-Holstein)
- Союз еврейских общин Ганновера
- Союз еврейских общин Вестфалии
- Союз еврейских общин Рейнланда

## Средства массовой информации
- «Амтсблатт…» (Amtsblatt…) — государственные газеты и бюллетени нормативно-правовых актов каждого из округов Пруссии
- «Берлинер Тагеблатт» (Berliner Tageblatt), издавалась в Берлине
- «Кёнигсбергер алльгемайне цайтунг» (Königsberger Allgemeine Zeitung), «Кёнигсбергер тагеблат» (Königsberger Tageblatt), «Кёнигсбергер фольксцайтунг» (Königsberger Volkszeitung), издавались в Кёнигсберге
- «Шлезише цайтунг» (Schlesische Zeitung), издавалась в Бреславле
- «Шлезвиг-Хольштайнише фольксцайтунг» (Schleswig-Holsteinische Volkszeitung), издавалась в Киле
- «Ханноверше фольксцайтунг» (Hannoversche Volkszeitung), «Ханноверше анцайгер» (Hannoverscher Anzeiger), «Ханновершер куриер» (Hannoverscher Kurier), «Ханновершес тагесблатт» (Hannoversches Tageblatt), издавались в Ганновере
- «Мюнстерше цайтунг» (Münstersche Zeitung), издавались в Мюнстере
- «Кёльнер штадт-анцайгер» (Kölner Stadt-Anzeiger), «Кёльнер цайтунг» (Kölnische Zeitung), издавались в Кёльне
- «Франкфуртер цайтунг» (Frankfurter Zeitung), издавались во Франкфурте-на-Одере

Радиовещание велось по 8 земельным программам акционерными обществами (с 1 января 1933 года - обществами с ограниченной ответственностью), пайщиками каждого из которых являлись рейхспочта, правительство региона и частные акционеры (с 1 января 1933 года Имперское общество радиовещания и правительство региона):
- «Остмаркенрундфунк» (Ostmarkenrundfunk)
- «Шлезише Функштунде» (Schlesische Funkstunde), с 1933 г. — «Шлезишер Рундфунк» (Schlesischer Rundfunk)
- «Функштунде» (Funkstunde)
- «Миттельдойчер Рундфунк» (Mitteldeutscher Rundfunk)
- «Нордишер Рундфунк» (Nordischer Rundfunk), с 1931 г. — «Норддойчер Рундфунк» (Norddeutscher Rundfunk)
- «Вестдойчер Функштунде» (Westdeutsche Funkstunde), позднее — «Вестдойчер Рундфунк» (Westdeutscher Rundfunk)
- «Зюдвестдойчер Рундфункдинст» (Südwestdeutscher Rundfunkdienst), с 1931 г. «Зюдвестдойчер Рундфунк» (Südwestdeutsche Rundfunk)
- «Зюддойчер Рундфунк» (Süddeutscher Rundfunk)

## Экономика
Крупнейшие города:
| - (Более 250.000 жителей — большинство столиц, крупнейшие города провинций и крупнейшие города Дюссельдорфского округа) - Берлин — 4.024 - Кёльн (Рейнская провинция, Дюссельдорфский округ, крупнейший город провинции и округа) — 700.222 - Бреславль (Нижняя Силезия, Бреслав, Бреславльский округ, столица провинции и окружной центр) — 557.139 - Эссен (Рейнская провинция, Дюссельдорфский округ, крупнейший город округа) — 470.524 - Франкфурт (Гессен-Нассау, Висбаденский округ, крупнейший город провинции и округа) — 467.520 - Дюссельдорф (Рейнская провинция, Дюссельдорфский округ, окружной центр) — 432.633 - Ганновер (Ганновер, Ганноверский округ, столица провинции и окружной центр) — 422.745 - Дортмунд (Вестфалия, Арнсбергский округ, крупнейший город провинции и округа) — 321.743 - Магдебург (Провинция Саксония, Магдебургский округ, столица провинции и окружной центр) — 293.959 - Кёнигсберг (Восточная Пруссия, Кёнигсбергский округ, столица провинции и окружной центр) — 279.926 - Дуйсбург (Рейнская провинция, Дюссельдорфский округ) — 272.798 - Штеттин (Померания, Штеттинский округ, столица провинции и окружной центр) — 272.798 | - (от 50.000 до 250.000 жителей — часть городов Дюссельдорфского округа и некоторые окружные центры) - Бохум (Вестфалия, Арнсбергский округ) — 211.249 - Гельзенкирхен (Вестфалия, Мюнстерский округ, крупнейший город округа) — 208.512 - Галле (Провинция Саксония, Мерзебургский округ, крупнейший город округ) — 194.575 - Бармен (Рейнская провинция, Дюссельдорфский округ) — 187.099 - Кассель (Гессен-Нассау, Кассельский округ, столица провинции и окружной центр) — 171.234 - Эльберфельд (Рейнская провинция, Дюссельдорфский округ) — 167.577 - Аахен (Рейнская провинция, Аахенский округ) — 155.816 - Эрфурт (Провинция Саксония, Эрфуртский округ, окружной центр) — 135.579 - Крефельд (Рейнская провинция, Дюссельдорфский округ) — 131.098 - Мюльхайм (Рейнская провинция, Дюссельдорфский округ) — 127.400 - Хамборн (Рейнская провинция, Дюссельдорфский округ) — 126.618 - Мёнхенгладбах (Рейнская провинция, Дюссельдорфский округ) — 115.302 - Мюнстер (Вестфалия, Мюнстерский округ, окружной центр) — 106.418 - Оберхаузен (Рейнская провинция, Дюссельдорфский округ) — 105.436 - Висбаден (Гессен-Нассау, Висбаденский округ, окружной центр) — 102.737 | - (от 75.000 до 100.000 жителей — половина окружных центров и крупнейших городов округов и крупнейших городов округов) - Хаген (Вестфалия, Арнсбергский округ) — 99.736 - Буер (Вестфалия, Мюнстерский округ) — 99.058 - Ванне-Айккель (Вестфалия, Арнсбергский округ) — 91.024 - Оснабрюк (Ганновер, Оснабрюкский округ, окружной центр) — 89.079 - Билефельд (Вестфалия, Минденский округ, крупнейший город округа) — 86.062 - Гёрлиц (Нижняя Силезия, Лигницкий округ, крупнейший город округа) — 85.920 - Реклингхаузен (Вестфалия, Мюнстерский округ) — 84.518 - Гляйвиц (Верхняя Силезия, крупнейший город провинции) — 81.888 - Ботроп (Вестфалия, Мюнстерский округ) — 77.315 | - (От 50.000 до 75.000 жителей — половина окружных центров и крупнейших городов округов) - Харбург (Ганновер, Люнебургский округ, крупнейший город округа) — 73.212 - Гинденбург (Верхняя Силезия) — 73.163 - Лигниц (Нижняя Силезия, Лигницкий округ, окружной центр) — 73.123 - Везермюнде (Ганновер, Штаденский округ, крупнейший город округа) — 72.065 - Франкфурт-на-Одере (Бранденбург, Франкфуртский округ, крупнейший город провинции и окружной центр) — 70.884 - Эльбинг (Восточная Пруссия, Западно-Прусский округ, крупнейший город округ) — 67.878 - Потсдам (Бранденбург, Потсдамский округ, столица провинции) — 64.203 - Бойтен (Верхняя Силезия) — 62.543 - Бранденбург-на-Хафеле (Бранденбург, Потсдамский округ) — 59.297 - Хильдесхайм (Ганновер, Хильдесхаймский округ, окружной центр) — 58.522 - Кобленц (Рейнская провинция, Кобленцский округ, окружной центр) — 58.322 - Трир (Рейнская провинция, Кобленцский округ, окружной центр) — 57.341 - Тильзит (Восточная Пруссия, Гумбинненский округ, крупнейший город округа) — 50.834 - Котбус (Бранденбург, Франкфуртский округ) — 50.432 |

### Финансы
Денежная единица — рейхсмарка (разменная монета — рейхспфенниг), выпускавшаяся Рейхсбанком. На территории Пруссии действовали сберегательные кассы:
- Земельный банк провинции Пруссия (Landesbank der Provinz Ostpreußen) (Провинция Восточная Пруссия)
- Провинциальный банк Пограничной марка Позен-Западная Пруссия (Provinzialbank Grenzmark Posen-Westpruessen) (Провинция Позен — Западная Пруссия)
- Провинциальный банк Померании (Provinzialbank Pommern) (Провинция Померания)
- Провинциальный банк Нижней Силезии (Provinzialhilfskasse fuer Die Provinz Niederschlesien) (Провинция Нижняя Силезия)
- Провинциальный банк Верхней Силезии (Provinzialbank Oberschlesien) (Провинция Верхняя Силезия)
- Бранденбургский провинциальный банк (Brandenburgische Provinzialbank) (Провинция Бранденбург и Берлин)
- Саксонский провинциальный банк (Sachsische Provinzialbank) (Провинция Саксония)
- Земельный банк Провинции Шлезвиг-Гольштейн (Landesbank der Provinz Schleswig-Holstein) (Провинция Шлезвиг-Гольштейн)
- Ганноверское кредитное общество (Hannovershe Landeskreditanstalt) (Провинция Ганновер)
- Земельный банк Провинции Вестфалия (Landesbank der Provinz Westfalen) (Провинция Вестфалия)
- Земельный банк Рейнской провинции (Landesbank der Rheinprovinz) (Рейнская Провинция)
- Земельный банк Нассау (Nassauische Landesbank) (Провинция Гессен-Нассау)

Ипотечные банки:
- Центральное ландшафтство Прусского Госудадарства (Zentral-Landschaft für die Preußischen Staaten);
- Прусское центральное штадтшафтство (Preußischen Zentralstadtschaft);
- Восточно-Прусское ландшафство (Ostpreußische Landschaft);
- Восточно-Прусское штадтшафтство (Ostpreußische Stadtschaft);
- Штадтшафтство пограничной области Позен-Западная Пруссия (Stadtschaft der Provinz Grenzmark Posen-Westpreußen);
- Померанское ландшафтство (Pommersche Landschaft);
- Померанское штадтшафтство (Pommersche Stadtschaft);
- Силезское ландшафтство (Schlesische Landschaft);
- Верхнесаксонский Штадтшафтство (Oberschlesische Stadtschaft);
- Штадтшафтство провинции Нижняя Саксония (Stadtschaft der Provinz Niederschlesien);
- Курмаркское и Ноймаркское рыцарское кредитное учреждение (Kur- und Neumärkisches Ritterschaftliches Kreditinstitut);
- Штадтшафтство провинции Бранденбург (Stadtschaft der Provinz Brandenburg);
- Ландшафтство провинции Саксония (Landschaft der Provinz Sachsen);
- Штадтшафтство провинции Саксония (Stadtschaft der Provinz Sachsen)
- Ландшафтский кредитный союз Шлезвиг-Гольштейна (Landschaftlicher Kreditverband für die Provinz Schleswig-Holstein);
- Штадтшафтство провинции Ганновер (Stadtschaft der Provinz Hannover);
- Ландшафство провинции Вестфалия (Landschaft für die Provinz Westfalen).

### Электроэнергетика
Крупнейший оператор электросетей — Общество немецкой электрического хозяйства (Aktiengesellschaft für deutsche Elektrizitätswirtschaft, AdE), включал в себя региональные филиалы:
- Preußischen Elektrizitäts AG (Ганновер, Шлезвиг-Гольштейн, Шаумбург-Липпе, Провинция Гессен, Вестфалия, Рейнская провинция)
- EWAG (Провинция Саксония, Верхняя Силезия, Нижняя Силезия, Поммерания, Позен-Западная Пруссия, Восточная Пруссия)

### Транспорт и связь
Крупнейший оператор железнодорожных перевозок — Рейхсбан (Reichsbahn), на территории Пруссии действовали её имперские железнодорожные управления
- Имперская железнодорожная дирекция Кёнигсберг (Reichsbahndirektion Königsberg), Свободное Государство Пруссия, Провинция Восточная Пруссия
- Имперская железнодорожная дирекция Штеттин (Reichsbahndirektion Stettin), Свободное Государство Пруссия, Провинция Поммерания
- Имперская железнодорожная дирекция Бреслау (Reichsbahndirektion Breslau), Свободное Государство Пруссия, Провинция Нижняя Силезия
- Имперская железнодорожная дирекция Оппельн (Reichsbahndirektion Oppeln), Свободное Государство Пруссия, Провинция Верхняя Силезия
- Имперская железнодорожная дирекция Восток (Reichsbahndirektion Osten), Свободное Государство Пруссия, Провинция Бранденбург, Административный округ Франкфурт
- Имперская железнодорожная дирекция Берлин (Reichsbahndirektion Berlin), Свободное Государство Пруссия, Большой Берлин и Провинция Бранденбург, Административный округ Потсдам
- Имперская железнодорожная дирекция Эрфурт (Reichsbahndirektion Erfurt), Свободное Государство Пруссия, Провинция Саксония, Административный округ Эрфурт
- Имперская железнодорожная дирекция Магдебург (Reichsbahndirektion Magdeburg), Свободное Государство Пруссия, Провинция Саксония, Административный округ Магдебург
- Имперская железнодорожная дирекция Галле (Reichsbahndirektion Halle), Свободное Государство Пруссия, Провинция Саксония, Административный округ Галле
- Имперская железнодорожная дирекция Альтона (Reichsbahndirektion Altona), Свободное Государство Пруссия, Провинция Шлезвиг-Гольштейн
- Имперская железнодорожная дирекция Ганновер (Reichsbahndirektion Hannover), Свободное Государство Пруссия, Провинция Ганновер
- Имперская железнодорожная дирекция Мюнстер (Reichsbahndirektion Münster), Свободное Государство Пруссия, Провинция Вестфалия
- Имперская железнодорожная дирекция Эльбенфельд (Reichsbahndirektion Elberfeld), Свободное Государство Пруссия, Рейнская провинция, Административный округ Дюссельдорф
- Имперская железнодорожная дирекция Эссен (Reichsbahndirektion Essen), Свободное Государство Пруссия, Рейнская Провинция, Административный округ Дюссельдорф
- Имперская железнодорожная дирекция Кёльн (Reichsbahndirektion Köln), Свободное Государство Пруссия, Рейнская провинция, Административный округ Кёльн
- Имперская железнодорожная дирекция Трир (Reichsbahndirektion Trier), Свободное Государство Пруссия, Рейнская Провинция, Административный округ Трир
- Имперская железнодорожная дирекция Франкфурт-на-Майне (Reichsbahndirektion Frankfurt/Main), Свободное Государство Пруссия, Провинция Гессен-Нассау, Административный округ Висбаден
- Имперская железнодорожная дирекция Кассель (Reichsbahndirektion Kassel), Свободное Государство Пруссия, Провинция Гессен-Нассау, Административный округ Кассель

Трамвай существовал в Кёнигсберге, Тильзите, Эльбинге, Бреславле, Гёрлице, Лигнице, Вальденбурге, Штеттине, Штольп, Кёслине, Берлине, Бранденбурге-на-Хафеле, Франкфурте, Котбусе, Губене, Ландсберге, Потсдаме, Эберсвальде, Магдебурге, Хальберштадте, Галле, Мерзебурге, Наумбурге, Эрфурте, Киле, Фленсбурге, Ганновере, Эмдене, Вильгельмсхафене, Оснабрюке, Целле, Гёттингене, Хильдесхайме, Касселе, Висбадене, Франкфурте-на-Одере, Марбурге, Ханау, Кобленце, Трире, Аахене, Кёльне, Бонне, Вуппертале, Зигене, Золингене, Ремшайде, Оберхаузене, Нойссе, Мюльхайме, Крефельде, Эссене, Дюссельдорфе, Дуйсбурге, Мёнхенгладбахе, Мюнстере, Кастроп-Раукселе, Билефельде, Херфорде, Миндене, Бохуме, Гельзенкирхене, Дортмунде, Хагене, Хамме, Херне, Изерлоне.
Крупнейший оператор почтовой и телефонной связи — Рейхспочта (Reichspost), на территории Пруссии действовали её обер-почт-дирекции:
- Обер-почт-дирекция Кёнигсберга (Oberpostdirektion Königsberg), Свободное государство Пруссия, Провинция Восточная Пруссия, Административные округа Кёнигсберг и Алленштейн
- Обер-почт-дирекция Гумбиннена (Oberpostdirektion Gumbinnen), Свободное государство Пруссия, Провинция Восточная Пруссия, Административный округ Гумбиннен
- Обер-почт-дирекция Бреслау (Oberpostdirektion Breslau), Свободное государство Пруссия, Провинция Нижняя Силезия, Административный округ Бреслау
- Обер-почт-дирекция Лигница (Oberpostdirektion Liegnitz), Свободное государство Пруссия, Провинция Нижняя Силезия, Административный округ Лигниц
- Обер-почт-дирекция Оппельн (Oberpostdirektion Oppeln), Свободное государство Пруссия, Провинция Верхняя Силезия
- Обер-почт-дирекция Штеттин (Oberpostdirektion Stettin), Свободное государство Пруссия, Провинция Померания, Административные округа Штеттин и Штральзунд
- Обер-почт-дирекция Кёзлин (Oberpostdirektion Köslin), Свободное государство Пруссия, Провинция Померания, Административный округ Кёзлин
- Обер-почт-дирекция Берлина (Oberpostdirektion Berlin), Свободное государство Пруссия, Большой Берлин
- Обер-почт-дирекция Франкфурт-на-Одере (Oberpostdirektion Frankfurt (Oder)), Свободное государство Пруссия, Провинция Бранденбург, Административный округ Франкфурт
- Обер-почт-дирекция Потсдама (Oberpostdirektion Potsdam), Свободное государство Пруссия, Провинция Бранденбург, Административный округ Потсдам
- Обер-почт-дирекция Галле (Oberpostdirektion Halle), Свободное государство Пруссия, Провинция Саксония, Административный округ Мерзебург
- Обер-почт-дирекция Магдебурга (Oberpostdirektion Magdeburg), Свободное государство Пруссия, Провинция Саксония, Административный округ Магдебург
- Обер-почт-дирекция Эрфурт (Oberpostdirektion Erfurt), Свободное государство Пруссия, Провинция Саксония, Административный округ Эрфурт
- Обер-почт-дирекция Киля (Oberpostdirektion Erfurt Kiel), Свободное государство Пруссия, Провинция Шлезвиг-Гольштейн
- Обер-почт-дирекция Ганновера (Oberpostdirektion Hannover), Свободное государство Пруссия, Провинция Ганновер
- Обер-почт-дирекция Мюнстера (Oberpostdirektion Münster), Свободное государство Пруссия, Провинция Вестфалия, Административный округ Мюнстер
- Обер-почт-дирекция Миндена (Oberpostdirektion Minden), Свободное государство Пруссия, Провинция Вестфалия, Административный округ Минден
- Обер-почт-дирекция Дортумнда (Oberpostdirektion Dortmund), Свободное государство Пруссия, Провинция Вестфалия, Административный округ Арнсберг
- Обер-почт-дирекция Дюссельдорфа (Oberpostdirektion Düsseldorf), Свободное государство Пруссия, Рейнская провинция, Административный округ Дюссельдорф
- Обер-почт-дирекция Кёльна (Oberpostdirektion Köln), Свободное государство Пруссия, Рейнская провинция, Административный округ Кёльн
- Обер-почт-дирекция Аахена (Oberpostdirektion Aachen), Свободное государство Пруссия, Рейнская провинция, Административный округ Аахен
- Обер-почт-дирекция Кобленца (Oberpostdirektion Koblenz), Свободное государство Пруссия, Рейнская провинция, Административный округ Кобленц
- Обер-почт-дирекция Трир (Oberpostdirektion Trier), Свободное государство Пруссия, Рейнская провинция, Административный округ Трир
- ГОбер-почт-дирекция Франкфурт-на-Майне (Oberpostdirektion Frankfurt (Main)), Свободное государство Пруссия, Провинция Гессен-Нассау, Административный округ Висбаден
- Обер-почт-дирекция Касселя (Oberpostdirektion Kassel), Свободное государство Пруссия, Провинция Гессен-Нассау, Административный округ Кассель

## Образование и наука
- Высшее научное учреждение — Прусская академия наук (Preußische Akademie der Wissenschaften)
- Высшие учебные заведения:
  - (университеты)
    - Кёнигсбергский университет (Кёнигсберг, Кёнигсбергский округ, Восточная Пруссия)
    - Грайфсвальдский университет (Грайфсвальд, Штральзундский округ, Померания)
    - Бреславльский университет (Бреславль, Бреславльский округ, Нижняя Силезия)
    - Берлинский университет имени Гумбольдта (Большой Берлин)
    - Галле-Виттенбергский университет (Галле, Мерзебургский округ, Прусская Саксония)
    - Кильский университет (Киль, Шлезвиг-Гольштейн)
    - Гёттингенский университет (Гёттинген, Хильдесхаймский округ, Ганновер)
    - Вестфальский университет имени Вильгельма (Мюнстер, Мюнстерский округ, Вестфалия)
    - Боннский университет (Бонн, Кёльнский округ, Рейнская провинция)
    - Марбургский университет (Марбург, Кассельский округ, Гессен-Нассау)

  - (высшие технические училища)
    - Берлинское высшее техническое училище (Preußische Technische Hochschule Berlin)
    - Ганноверское высшее техническое училище (Technische Hochschule Hannover)
    - Аахенское высшее техническое училище
    - Клаустальская горная академия

Ремесленные училища:
- Берлинское ремесленное училище;
- Кёнигсбергская академия искусств;
- Штеттинское ремесленное училище;
- Бреслаусское ремесленное училище;
- Магдебургское ремесленное училище;
- Галльское ремесленное училище;
- Эрфуртское ремесленное училище;
- Фленсбургское ремесленное училище;
- Кильское ремесленное училище;
- Ганноверское ремесленное училище;
- Хильдесхаймское ремесленное училище;
- Мюнстерское ремесленное училище;
- Дортмундское ремесленное училище;
- Билефельдское ремесленное училище;
- Аахенское ремесленное училище;
- Кёльнское ремесленное училище;
- Крефельдское ремесленное училище;
- Вуппертальское ремесленное училище;
- Дюссельдорфское ремесленное училище;
- Трирское ремесленное училище;
- Кассельское ремесленное училище;
- Висбаденское ремесленное училище.

## Спорт
Общенациональное футбольное объединение — «Немецкий футбольный союз» (Deutscher Fußball-Bund, DFB), на территории Пруссии действовали межземельные футбольные союзы (verband):
- Балтийский футбольный союз (Baltischer Fußball-Verband), Провинция Восточная Пруссия, Провинция Померания
- Союз средненемецких обществ игры с мячом (Verband Mitteldeutscher Ballspiel-Vereine), Провинция Саксония
- Северонемецкий футбольный союз (Norddeutscher Fußball-Verband), Провинция Шлезвиг-Гольштейн, Провинция Ганновер
- Юговосточнонемецкий футбольный союз (Südostdeutscher Fußball-Verband), Провинция Нижняя Силезия, Провинция Верхняя Силезия
- Западно-немецкий футбольный союз (Westdeutscher Fußball-Verband), Провинция Вестфалия, Рейнская Провинция
- Южнонемецкий футбольный союз (Süddeutscher Fußball-Verband), Провинция Гессен
- Общество берлинских обществ игры с мячом (Verband Berliner Ballspielvereine), Большой Берлин
- Бранденбургский футбольный союз (Märkischer Fußball-Bund), Провинция Бранденбург

## Символика
- Герб — прусский орёл без корон, скипетра и державы
- Флаг — чёрно-бело-чёрный
- Праздники
  - Рождество Христово (Weihnachten) — 25 декабря;
  - Новый год (Neujahrstag) — 1 января;
  - Великая пятница (Karfreitag) — пятница перед Пасхой;
  - Пасха (Ostern);
  - Понедельник Светлой Седмицы (Ostermontag);
  - Праздник весны и труда — 1 мая;
  - Вознесение Господне (Christi Himmelfahrt);
  - День Святой Троицы (Pfingsten);
  - День Святого Духа;
  - День конституции (Verfassungstag) — 11 августа;
  - День Реформации (Reformationstag) — 31 октября;
  - День покаяния и молитвы (Buß- und Bettag) — предпоследняя среда перед адвентом.